# Хаймерле, Генрих Карл
Генрих Карл фон Хаймерле (нем. Heinrich Karl von Haymerle; 7 декабря 1828 — 10 октября 1881) — австро-венгерский дипломат, барон, министр иностранных дел Австро-Венгрии в 1879—1881.

## Биография
Происходил из старинного немецкого дворянского рода, происходящего из Богемии. Окончил Академию восточных языков в Вене. В 1848 году во время Революции в Австрии был арестован за призыв к студенчеству оказывать неповиновение властям. Освобожден благодаря ходатайству известного австрийского дипломата Александра фон Хюбнера перед фельдмаршалом Виндишгрецем (который имел право расстреливать бунтовщиков, руководствуясь условиями военного времени). 19 декабря 1867 вступил в тайный брак с Терезой, урождённой баронессой Берню. От брака родились двое детей — Мария Каролина Вильгельмина (25 октября 1868) и Франц Александр (15 сентября 1874).

### Дипломатическая служба
С 1850 Хаймерле служил переводчиком в австрийском постольстве в Османской империи. С 1857 — секретарь посольства в Греции, с 1862 — во Франкфурте-на-Майне. С 1864 — поверенный в делах в Дании. В 1866 — член австрийской делегации во время переговоров о мире с Пруссией.
Работал времененным поверенным в делах в Пруссии, некоторое время в 1868 в Министерстве иностранных дел, затем в посольстве в Османской империи. С декабря 1869 работал в посольстве в Греции, с 1872 в Нидерландах. Возведен в баронское достоинство.
После непродолжительной работы в центральном аппарате Министерства иностранных дел в 1877 назначен послом в Италии. В 1878 — член австро-венгерской делегации на Берлинском конгрессе.

### Министр иностранных дел
8 октября 1879 назначен министром иностранных дел Австро-Венгрии вместо графа Дьюлы Андраши. Поддерживал союзнические отношения с Германией, стремился к миру на востоке. Умер во время нахождения в должности.